# Schloss Gusow

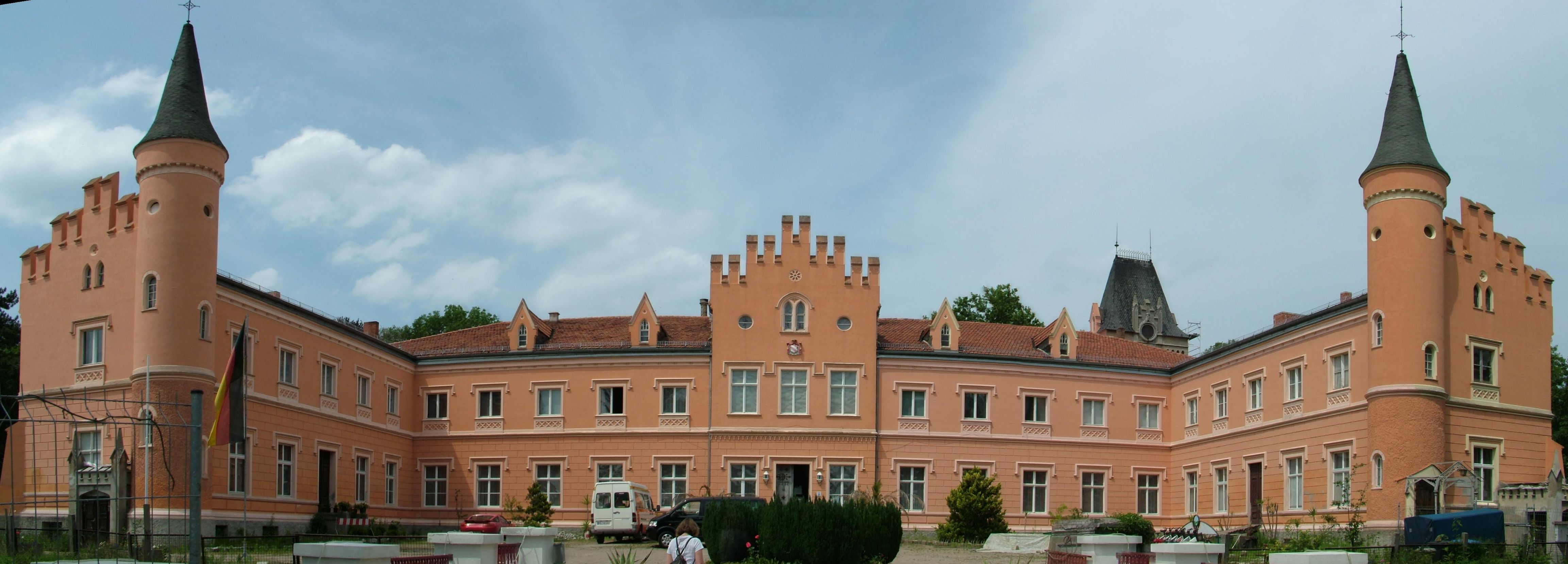
Schloss Gusow

Das Schloss Gusow ist ein Schloss in der Gemeinde Gusow-Platkow in Brandenburg. Es steht in der Denkmalliste des Landes Brandenburg.

## Geschichte
Die erste urkundliche Erwähnung ist aus dem Jahre 1353. In der Frühzeit war Gusow ein Nebengut derer von Barfuß, vertreten durch Kuno von Barfuß, kurbrandenburgischer Rat und Ritter des Ordens der Heiligen Jungfrau, vermählt mit Katharina von Waldow-Reitzenstein. Im Jahr 1649 erwarb der kurfürstlich-brandenburgische Generalfeldmarschall und Statthalter von Pommern Georg von Derfflinger von der Familie Schapelow das Gutshaus. Über das Aussehen des alten Gutshauses gibt es keine gesicherten Angaben. Derfflinger hielt sich oft in Gusow auf. Im Jahr 1695 erbte sein Sohn Friedrich das Gutshaus. Nach dessen Tod 1724 kaufte es der General Heinrich Karl von der Marwitz, dessen Schwiegersohn Otto Friedrich Christoph von Podewils erbte es 1744. Er baute das Gutshaus ab 1750 zu einer Dreiflügelanlage aus. Ebenso wurde der barocke Garten umgestaltet. 1781 erbte sein Sohn Friedrich Heinrich von Podewils das Gutshaus. Er schuf die Ruine im neugotischen Stil im Garten.

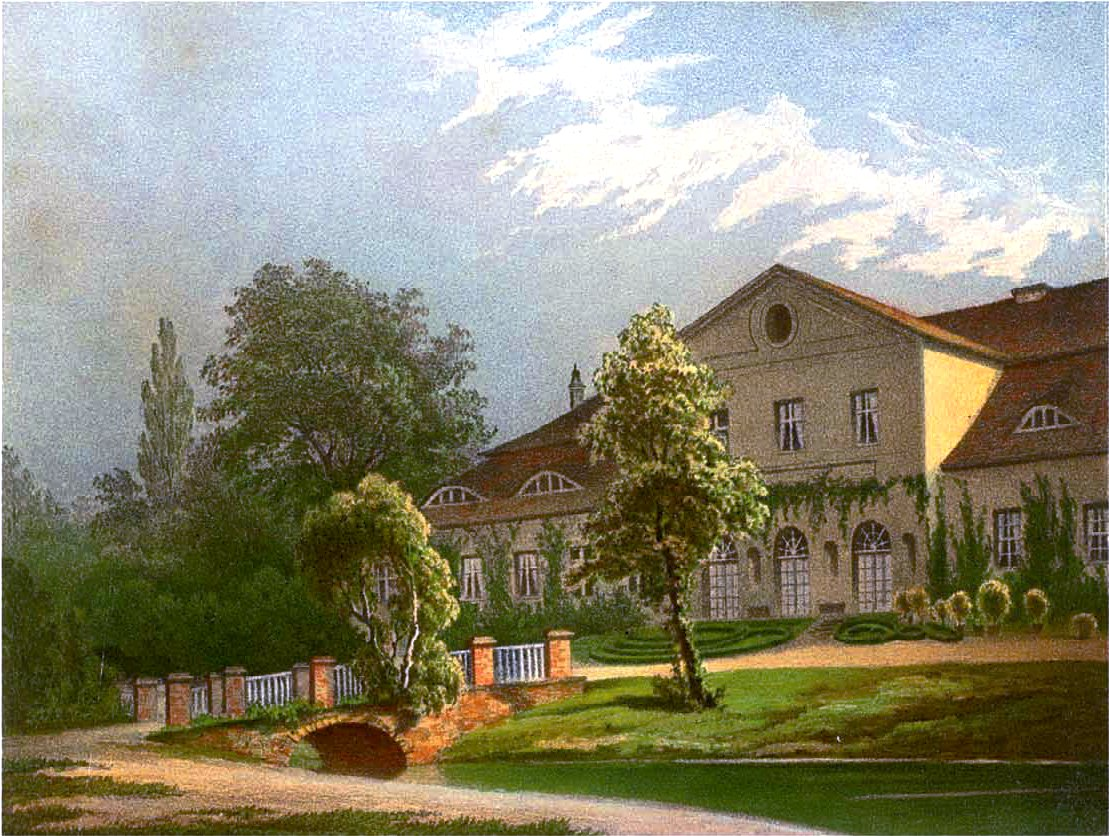
Schloss Gusow um 1857/58, Sammlung Alexander Duncker

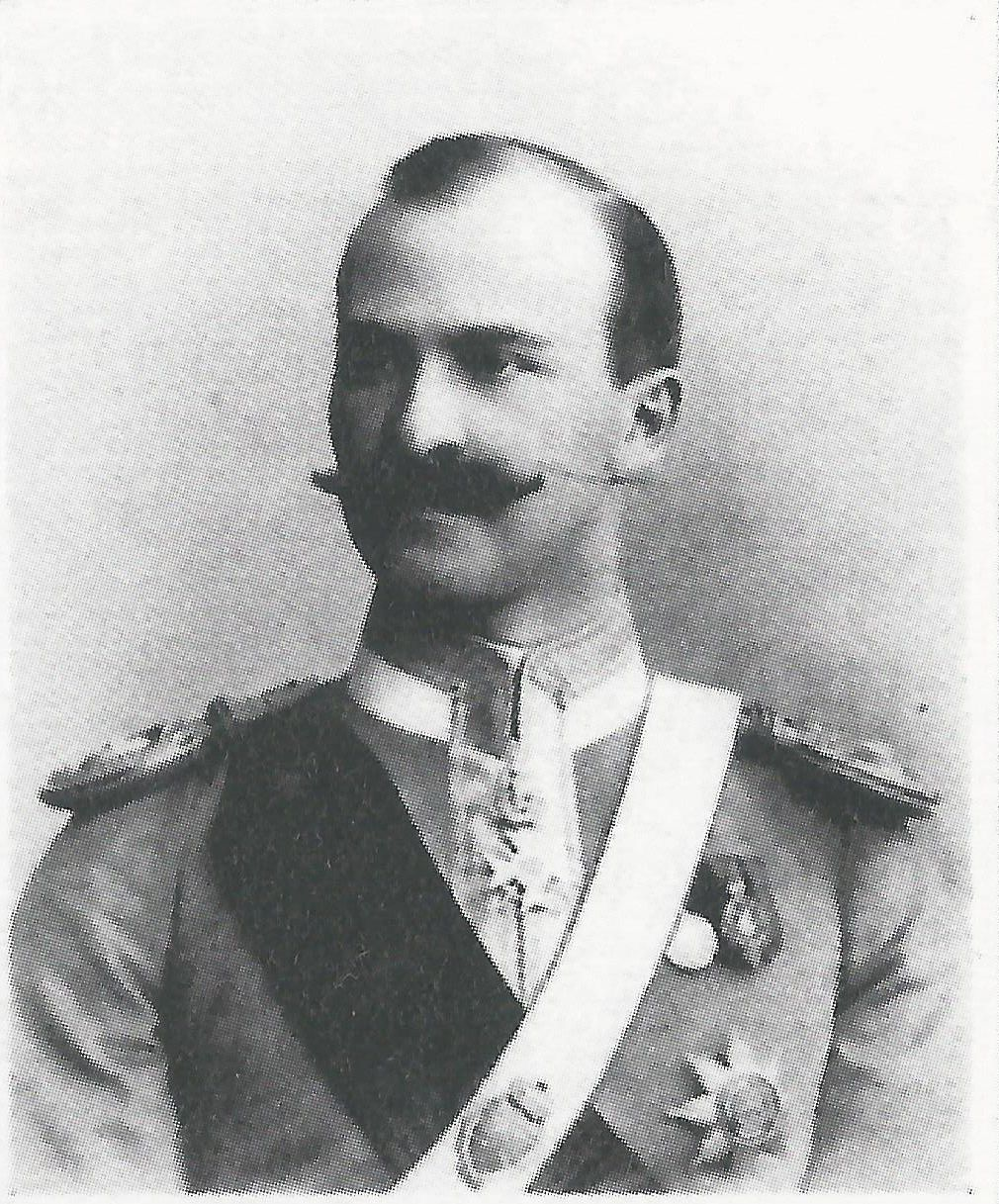
Prinz Ulrich von Schönburg-Waldenburg auf Guteborn und Gusow

Seit 1805 residierten auf Gusow Angehörige des Hauses Schönburg, namentlich Alfred Friedrich Fürst Schönburg-Stein-Hartenstein auf Hartenstein. Gräfin Marie Clementine von Schönburg-Hinterglauchau (1789–1863) war seit 1804 Haupterbin der ehemals Podewils’schen Güter Gusow und Platkow. Die Miterben wurden ausgezahlt, so dass die Familie Schönburg-Hinterglauchau unter Graf Heinrich (1794–1881), dem Mann von Clementine, nun Besitzer von Gusow war. Das Schloss war nun nicht mehr herrschaftlicher Wohnsitz, sondern Jagd- bzw. Sommersitz. Mehrfach waren preußische Könige hier Jagdgäste. 1857 galt die Ehefrau Marie Grafin Schönburg, geborene Fürstin zu Schönburg, als Eigentümerin der Besitzung Gusow.
Ursprünglich standen an dem Brückenkopf zum Schloss flankierend an der Zufahrt zum „Cour d’honneur“ Abgüsse zweier liegender Hirsche, die als Originale von Christian Daniel Rauch (1777–1857) zunächst 1822/26 für den Schlosspark in Neustrelitz angefertigt wurden, und 1843/44 nach einer Überarbeitung für den Eingang des Potsdamer Wildparkes angefertigt wurden.
Theodor Fontane widmete dem Schloss einen Abschnitt seiner Wanderungen durch die Mark Brandenburg.
Zwischen 1870 und 1873 wurde das Schloss komplett neu gestaltet, die Pläne wurden 1847 von Graf Heinrich von Schönburg-Hinterglauchau beauftragt. Die Pläne hat der Wriezener Landbaumeister Ferdinand Neubart erstellt, der das Schloss nach Vorbildern von Karl Friedrich Schinkel plante. Der Stil war der der Neugotik, Details wurden im Tudorstil ausgeführt. Ein besonderes Merkmal waren die reich ornamentierten Schornsteinköpfe. Ebenfalls baulich beteiligt war Moritz Wilhelm Gottgetreu, der unter anderem auch bei anderen großen Schloßprojekten mitwirkte.
1879 weist das amtlich publizierte General-Adressbuch der Rittergutsbesitzer der Provinz Brandenburg 1571 ha Fläche des kreistagsfähigen Rittergutes aus, Eigentümer Graf von Schönburg-Glauchau. Zum Gut gehörte eine Brennerei und eine Ziegelei. Die gräfliche Familie betrieb zeitgleich eine Zuckerfabrik, die mit anderen Gutsbetrieben der Region auf der Weltausstellung in Wien Raffinaden ausstellte.
Lange war Erlaucht Klemens von Schönburg-Hinterglauchau (1829–1900) Grundbesitzer auf Gusow. Seine erste Ehefrau war Ottilie von Schönburg-Waldenburg, geboren 1830 in Waldenburg, in Gusow gestorben 1880. Nach seinem Tod lebte seine zweite Ehefrau, Gräfin Frida, geborene Freiin von Fabrice (1864–1943), als Witwe viele Jahre auf Schloss Gusow. Vor 1930 sind für Gut Gusow 1016 ha, für das Domin. Carlshof 318 ha, zu Albertinenhof 170 ha sowie für Neuhof 225 ha aufgeführt. Die Gutsleitung ist mit einem Generalbevollmächtigten, einem Rentamtmann und einem Oberinspektor besetzt. Eigentümer war als Erbe Ulrich Prinz von Schönburg-Waldenburg (1869–1939) mit Hauptwohnsitz auf Schloss Guteborn in der Oberlausitz. Erben wiederum waren dessen jüngeren Söhne Oberstleutnant Prinz Wilhelm von Schönburg-Guteborn (1913–1944), adoptiert von Fürstin Anna Luise zu Schwarzburg, sowie Prinz Georg Ulrich von Schönburg-Guteborn. (1908–1982).
1943 wurde das Schloss das „erste Kriegsaltersheim im Kreis Lebus“. Kranke und ältere Menschen, die aus den ausgebombten Städten kamen, erhielten hier eine vorläufige Bleibe. Kurz vor Ende des Zweiten Weltkriegs wurde Schloss Gusow von der Wehrmacht als Lager und Gefechtsstand verwendet.
Das Schloss wurde im April 1945 stark beschädigt. Die Rote Armee bezog es dann für kurze Zeit. 1948 ging es in den Besitz der Gemeinde Gusow über. Es diente in den ersten Nachkriegsjahren u. a. als Getreidelager, später als Kindergarten und Schulhort, für Schulungslehrgänge und Kinderferienlager und als Sitz der Dorfverwaltung. Ab dem 1. Mai 1975 fanden Kulturveranstaltungen und Ausstellungen statt. Ab 1960 gab es Renovierungs- und Ausbaumaßnahmen.
Nach der deutschen Wiedervereinigung verblieb das Schloss im Eigentum der Gemeinde. Diese hatte keine dauerhafte Verwendung für das Bauwerk und ließ es leerstehen. Erst im Jahr 1992 konnte das Bauensemble für drei Millionen Mark an einen Westberliner Architekten verkauft werden.

## Nutzung des Schlosses seit der deutschen Wiedervereinigung
Nach 1992 fanden im Schloss zeitweise Veranstaltungen statt, und eine Sammlung von Zinnfiguren und Dioramen zur Geschichte Brandenburgs konnte besichtigt werden. Im Schloss befand sich ein Trauzimmer des Standesamtes Neuhardenberg, ein Restaurant-Café und eine Pension. Die Pflege von Schloss und Park lässt seit den 2020er Jahren die Beachtung des Denkmalschutzes vermissen. Es wird privat genutzt, kann nicht betreten werden, hat eine ungepflegte Umgebung und macht einen renovierungsbedürftigen Eindruck.

## Schlossgebäude
Das Schloss ist ein Bau mit drei Flügeln und zwei Geschossen. An den Flügelbauten des Schlosses befinden sich Ecktürme mit kegeligen Dächern. Die Risalite sind durch Giebel hervorgehoben. Der Uhrenturm an der Gartenseite hat drei Geschosse und ein Zeltdach. Die Ausstattung im Inneren ist teilweise noch aus der Bauzeit vorhanden, das trifft beispielsweise auf den Gartensaal zu.

## Schlosspark
Als das Schloss Christoph Otto von Podewils im 17. Jahrhundert gehörte, wurde der Schlosspark angelegt. Vorbilder waren französische Gärten aus der Zeit. Mit dem Neubau des Schlosses wurde auch der Park neu gestaltet, der sich nordwestlich an das Schloss etwa 700 m tief anschließt. Im Park befindet sich eine künstliche Ruine aus der zweiten Hälfte des 18. Jahrhunderts, sie wird auch Liebesgrotte genannt.
Fontane schrieb um 1860: „Der Park ist ungewöhnlich groß und neben den schönsten Baumpartien auch reich an jenen gepflegten Rasenplätzen, die die Engländer „Lawn“ nennen. Der alte Derfflinger … war besonders darauf aus, südliche Bäume, Zedern und Zypressen, großzuziehen. Die Zedern, wohl zwanzig an der Zahl, bilden eine Parkpartie, die den Namen „Libanon“ führt. Die Hauptzierde aber ist eine mehr denn sechzig Fuß hohe Zypresse, von der es heißt, dass sie der schönste derartige Baum in den Marken sei ...“
In den Anmerkungen der als Quelle genannten Publikation wurde 1980 festgehalten: „Der Gusower Park ist erhalten geblieben und befindet sich in gutem Zustand. In den Sommermonaten finden Parkkonzerte und andere kulturelle Veranstaltungen statt.“ In der Folgezeit wurde der Park jedoch offenbar zunehmend vernachlässigt. Nach dem Verkauf des Schlosses nach der deutschen Wiedervereinigung wurde er insbesondere mit Mitteln der Arbeitsförderung gartendenkmalspflegerisch instand gesetzt. Insbesondere wurden der extreme Wildwuchs entfernt, die historischen Wegeführungen wurden wieder hergestellt, die Wassergräben freigelegt und 2006 ein Gedenkstein für Derfflinger errichtet.
Infolge des späteren Ausbleibens von Fördermitteln verfiel der Park dann jedoch bald wieder. Er befindet sich heute in einem bejammernswerten Zustand. Im Januar 2024 meldete die Gemeinde Probleme mit der seit Jahren zunehmenden Versumpfung des vernachlässigten Parks.